# Podtrosecká údolí
Podtrosecká údolí este o arie protejată (arie specială de conservare — SAC, sit de importanță comunitară — SCI) din Republica Cehă întinsă pe o suprafață de 518,9 ha, integral pe uscat.

## Localizare
Centrul sitului Podtrosecká údolí este situat la coordonatele 50°31′32″N 15°13′09″E / 50.525556°N 15.219167°E.

## Înființare
Situl Podtrosecká údolí a fost declarat sit de importanță comunitară în aprilie 2005 pentru a proteja 3 specii de plante și 3 specii de animale. Situl a fost protejat și ca arie specială de conservare în iulie 2018.

## Biodiversitate
Situată în ecoregiunea continentală, aria protejată conține 2 habitate naturale: Peșteri inaccesibile publicului, Ape puternic oligomezotrofe cu vegetație bentonică cu Chara spp..
La baza desemnării sitului se află mai multe specii protejate:
- plante (3): Hamatocaulis vernicosus, moșișoare (Liparis loeselii), Trichomanes speciosum
- mamifere (1): liliacul mic cu potcoavă (Rhinolophus hipposideros)
- nevertebrate (1): Phengaris nausithous
- pești (1): zvârluga (Cobitis taenia)